# Fort de Vincennes
Ne doit pas être confondu avec Fort Vincennes ou Château de Vincennes.
Le fort de Vincennes maintenant réduit au Fort Neuf de Vincennes ou simplement Fort Neuf est un bâtiment militaire situé à Paris dans le 12e arrondissement dans la partie nord du bois de Vincennes.
Le fort de Vincennes n’englobe plus, aujourd'hui, le château de Vincennes (également appelé autrefois Vieux Fort de Vincennes), dont il est séparé par le cours des Maréchaux. Le Fort Neuf de Vincennes (à l’est) et le cours des Maréchaux sont situés dans le 12e arrondissement, tandis que le château de Vincennes (à l’ouest) est situé dans la commune de Vincennes (Val-de-Marne).

## Histoire

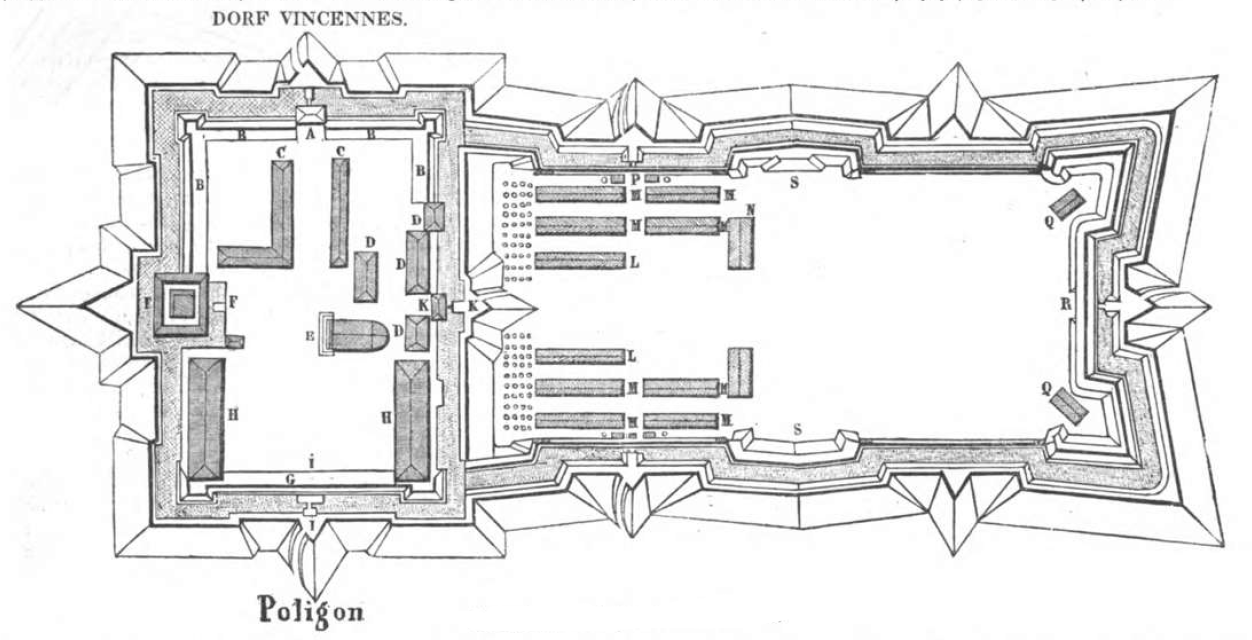
Plan du Fort comportant le fort neuf et le château.

Construit entre 1841 et 1844, le Fort Neuf est l’un des seize forts détachés de l’enceinte de Thiers chargée de la défense de la capitale.

### Guerre franco-prussienne de 1870
Au moment de la guerre franco-prussienne de 1870, le fort est informé de l’approche de l’ennemi sur Paris le 17 septembre 1870. Pendant le siège de Paris, le fort de Vincennes abrite le commandant supérieur de la place de Vincennes, le général Ribourt. Le commandant du fort en est alors le colonel de Sillegur, le commandant de l’artillerie est le colonel Morel, le commandant du génie est le lieutenant-colonel Darrodes, et le service de santé est commandé par le médecin principal de la marine Pellegrin.
En septembre 1870, le fort est ainsi composé :
- L’état-major compte 10 officiers et 22 soldats.
- L’infanterie du fort est composée du 7e bataillon de chasseurs (317 hommes et 5 officiers), du 15e bataillon de chasseurs (1 297 hommes et 8 officiers), du 18e bataillon de chasseurs (1 400 hommes et 9 officiers), des compagnies de dépôt des 38e, 66e, 82e, 86e et 100e de Ligne (1 000 hommes et 10 officiers), et du 11e bataillon de mobiles de la Seine qui sera dirigé sur Saint-Denis le 21 septembre (984 hommes et 24 officiers).
- L’artillerie est composée du 4e d'artillerie (700 hommes et 10 officiers), du 11e d'artillerie (1 060 hommes et 13 officiers), de la 6e compagnie d'ouvriers d'artillerie (159 hommes et 2 officiers), et de la 9e compagnie d'ouvriers d'artillerie (240 hommes et 3 officiers).
- L’armement est composé dans le Vieux Fort de 75 canons et dans le Fort Neuf de 52 canons. Chaque pièce possède alors 60 obus. Le fort détient également 43 t de poudre à fusil, 5 700 000 cartouches modèle 1866, 10 t de poudre à canon en barils, 423 000 cartouches pour armes à tabatière et 500 000 cartouches pour armes à percussion.
- Le génie est composé des 2e et 3e génie (450 hommes et 10 officiers)
- L’administration est composée de la 1re section d’ouvriers d’administration (316 hommes) et une section de commis aux écritures (221 hommes).

### Commune de Paris
Pendant la Commune de Paris, le fort de Vincennes est aux mains des insurgés. Encerclé par l'armée allemande, le fort se rend le 29 mai, à la fin de la Semaine sanglante. Les neuf officiers de la garnison sont fusillés par les Versaillais dans les fossés près de l'endroit où fut exécuté le duc d'Enghien, prince de Bourbon, capturé outre-Rhin (affaire du duc d'Enghien). L'un des Fédérés, le colonel Delorme, se tourna vers le Versaillais qui commandait et lui dit : « Tâtez mon pouls, voyez si j'ai peur ».

### XXesiècle
Au printemps 1915, pour répondre aux attaques chimiques allemandes à Ypres, les Français vont expérimenter sur le polygone du fort des gaz de combat dont l'un prendra le nom de Vincennite.
Le 11 mars 1918, durant la Première Guerre mondiale, la caserne du 13e régiment d'artillerie, dans la cour du Fort Neuf est touchée lors d'un raid effectué par des avions allemands.
En 1931, le Fort Neuf est dissocié du château à la suite du percement du cours des Maréchaux.
En 1976, dans la salle de cinéma du fort de Vincennes et dans le fort sont tournés le procès dans le film de Pierre Schœndœrffer, Le Crabe-tambour. Les figurants « soldats » du film, étaient des appelés du 76e régiment d'infanterie de ligne, qui avait à l’époque ses quartiers au fort de Vincennes. Cette salle de cinéma avait auparavant été le théâtre, en 1962-1963, des vrais procès de la Cour militaire de justice ayant à juger des affaires de l’OAS (Organisation armée secrète) et du putsch des généraux. En particulier, du 28 janvier au 4 mars 1963, la Cour militaire de justice, présidée par le général Roger Gardet, juge les membres responsables de l’attentat du Petit-Clamart, dont le principal instigateur le lieutenant-colonel Bastien-Thiry sera condamné à mort et fusillé au fort d’Ivry.
En 1970, le Fort Neuf abrite le centre de sélection no 1, où les futurs appelés du contingent viennent faire les « 3 jours », ainsi que le 24e régiment d'infanterie.

### XXIesiècle
En 2007, il est l’un des lieux de tournage du film Secret Défense sorti en 2008.
En 2014, il devient l'un des Groupements de Soutien du Service du commissariat des armées.

## Fonction actuelle
Le Fort Neuf de Vincennes appartient au ministère des Armées et en accueille divers organismes relatifs aux ressources humaines (CIRFA terre et marine, Groupement de recrutement et de sélection Ile-de-France et Outre-mer - 8e BCP, salles de concours, aumôneries, reconversion, santé, hébergement). L’accès y est strictement restreint et réservé, notamment aux personnels civils et militaires y travaillant et aux jeunes y effectuant leur Journée Défense et Citoyenne (JDC) ou désirant passer une sélection (Armée de terre, Armée de l'air et Marine nationale).
Il est l'un des sites du groupement de soutien du Service du commissariat des armées dès 2014 aux côtés du vieux fort de Vincennes dit château de Vincennes, du fort de l’Est du fort de Nogent, du fort de Kremlin-Bicêtre et du fort d'Ivry.
Il abrite notamment une partie du Service de santé des armées, la délégation militaire départementale du Val-de-Marne, Défense mobilité (anciennement Agence de Reconversion de la Défense) et la fonction Magasin inter-armées d'habillement (MIH) au sein Service soutien commun du groupement de soutien. Avec la mise en service de l'Hexagone Balard, le groupement de soutien de Vincennes devient un point de la logistique incontournable de l'Île-de-France.
Il accueille également une partie du détachement Sentinelle (attachée au plan Vigipirate Alerte Attentat Renforcé) sur l’Île-de-France.
Depuis le 27 juin 2013, le fort de Vincennes accueille l'état-major, la 1re et la 2e compagnie du 24e régiment d'infanterie.
Le 6 mai 2021, le président de la République Emmanuel Macron annonce que le fort de Vincennes abritera à partir de 2028 le futur siège de la DGSE, qui se trouve actuellement à la caserne des Tourelles. Les coûts d'aménagement du site sont alors estimés à 1,3 milliard d’euros. Les travaux pour ce transfert doivent débuter en 2024.